# 공화국 목록
이 문서는 현재 전 세계에 존재하고 있는 150여 개국의 공화 국가들이다.

## 국가 목록
| 아시아 - 네팔 - 대만 - 동티모르 - 라오스 - 레바논 - 몰디브 - 몽골 - 미얀마 - 방글라데시 - 베트남 - 북한 - 스리랑카 - 시리아 - 싱가포르 - 아르메니아 - 아제르바이잔 - 아프가니스탄 - 예멘 - 우즈베키스탄 - 이라크 - 이란 - 이스라엘 - 인도 - 인도네시아 - 조지아 - 중국 - 카자흐스탄 - 키르기스스탄 - 키프로스 - 타지키스탄 - 튀르키예 - 투르크메니스탄 - 파키스탄 - 팔레스타인 - 필리핀 | 유럽 - 그리스 - 독일 - 라트비아 - 러시아 - 루마니아 - 리투아니아 - 몬테네그로 - 몰도바 - 몰타 - 벨라루스 - 보스니아 헤르체고비나 - 북마케도니아 - 불가리아 - 산마리노 - 세르비아 - 스위스 - 슬로바키아 - 슬로베니아 - 아이슬란드 - 아일랜드 - 알바니아 - 에스토니아 - 오스트리아 - 우크라이나 - 이탈리아 - 체코 - 코소보 - 크로아티아 - 포르투갈 - 폴란드 - 프랑스 - 핀란드 - 헝가리 | 아메리카 - 가이아나 - 과테말라 - 니카라과 - 도미니카 공화국 - 도미니카 연방 - 멕시코 - 미국 - 베네수엘라 - 볼리비아 - 브라질 - 수리남 - 아르헨티나 - 아이티 - 에콰도르 - 엘살바도르 - 온두라스 - 우루과이 - 칠레 - 코스타리카 - 콜롬비아 - 쿠바 - 트리니다드 토바고 - 파나마 - 파라과이 - 페루 | 아프리카 - 가나 - 가봉 - 감비아 - 기니 - 기니비사우 - 나미비아 - 나이지리아 - 남수단 - 남아프리카 공화국 - 니제르 - 라이베리아 - 르완다 - 리비아 - 마다가스카르 - 말라위 - 말리 - 모리셔스 - 모리타니 - 모잠비크 - 베냉 - 보츠와나 - 부룬디 - 부르키나파소 - 상투메 프린시페 - 세네갈 - 세이셸 - 소말리아 - 수단 - 시에라리온 - 알제리 - 앙골라 - 에리트레아 - 에티오피아 - 우간다 - 이집트 - 잠비아 - 적도 기니 - 중앙아프리카 공화국 - 지부티 - 짐바브웨 - 차드 - 카메룬 - 카보베르데 - 케냐 - 코모로 - 코트디부아르 - 콩고 공화국 - 콩고 민주 공화국 - 탄자니아 - 토고 - 튀니지 | 오세아니아 - 나우루 - 마셜 제도 - 미크로네시아 연방 - 바누아투 - 사모아 - 키리바시 - 팔라우 - 피지 |

## 유형
공화 국가는 어떤 사상을 중시하는가에 따라 종류도 각양각색이다. 민주주의를 중시하는 민주 공화국(Democratic republic), 국민, 인민을 중시하는 인민 공화국(People's republic), 연방 국가임을 상징하는 연방 공화국(Federal republic) 등이 있다. 그러나 모든 공화 국가의 공통점은 군주, 즉 임금이 없다는 것이다.

### 일반 공화 국가
- 가나
- 가봉
- 감비아
- 과테말라
- 그리스
- 기니
- 기니비사우
- 나미비아
- 나우루
- 남수단
- 남아프리카 공화국
- 니제르
- 니카라과
- 도미니카 공화국
- 도미니카 연방
- 라이베리아
- 라트비아
- 레바논
- 루마니아
- 르완다
- 리비아
- 리투아니아
- 마다가스카르
- 마셜 제도
- 말라위
- 말리
- 모리셔스
- 모잠비크
- 몬테네그로
- 몰도바
- 몰디브
- 몰타
- 몽골
- 미얀마
- 바누아투
- 방글라데시
- 베냉
- 베네수엘라
- 벨라루스
- 보츠와나
- 부룬디
- 부르키나파소
- 북마케도니아
- 불가리아
- 사모아
- 산마리노
- 세네갈
- 세르비아
- 세이셸
- 수단
- 수리남
- 슬로바키아
- 슬로베니아
- 시에라리온
- 싱가포르
- 아르메니아
- 아르헨티나
- 아이슬란드
- 아이티
- 아일랜드
- 아제르바이잔
- 알바니아
- 앙골라
- 에리트레아
- 에스토니아
- 에콰도르
- 엘살바도르
- 예멘
- 오스트리아
- 온두라스
- 우간다
- 우즈베키스탄
- 우크라이나
- 이라크
- 이스라엘
- 이탈리아
- 인도
- 인도네시아
- 잠비아
- 적도 기니
- 조지아
- 중앙아프리카 공화국
- 지부티
- 짐바브웨
- 차드
- 체코
- 칠레
- 카메룬
- 카보베르데
- 카자흐스탄
- 케냐
- 코모로
- 코소보
- 코스타리카
- 코트디부아르
- 콜롬비아
- 콩고 공화국
- 쿠바
- 크로아티아
- 키르기스스탄
- 키리바시
- 키프로스
- 타지키스탄
- 튀르키예
- 토고
- 투르크메니스탄
- 튀니지
- 트리니다드 토바고
- 파나마
- 파라과이
- 팔라우
- 팔레스타인
- 페루
- 포르투갈
- 폴란드
- 프랑스
- 피지
- 핀란드
- 필리핀
- 헝가리

### 민주 공화 국가
민주 공화국은 말 그대로 민주주의를 중시하는 국가를 말하며 한자 문화권에서는 민국(民國)이라고 부르기도 한다.
- 대만
- 대한민국
- 동티모르
- 상투메 프린시페
- 콩고 민주 공화국

### 인민 공화 국가
- 방글라데시
- 중국

### 연방 공화 국가
연방 공화국은 공화제를 실시하는 연방 국가를 말한다.
- 나이지리아
- 독일
- 러시아
- 미크로네시아 연방
- 보스니아 헤르체고비나
- 브라질
- 소말리아
- 코모로

### 이슬람(아랍) 공화 국가
중동 지역에는 대체로 이슬람 공화국이 많다.
- 모리타니
- 시리아
- 아프가니스탄
- 이란
- 이집트
- 파키스탄

### 기타 유형
공화 국가 유형에는 이외에도 동방 공화국, 협동 공화국 등이 있다.
- 가이아나
- 베트남
- 볼리비아
- 우루과이
- 탄자니아

### 복합 공화 국가
이 위에 있는 공화 국가 유형 중 두 가지 이상이 해당되면 복합 공화 국가가 된다. 합중국도 역시 연방 공화국과 연합 공화국의 합으로 복합 공화국에 해당된다.
- 네팔
- 라오스
- 멕시코
- 미국
- 북한
- 스리랑카
- 알제리
- 에티오피아

## 같이 보기
- 정부 형태
- 공화제
- 군주국 목록